# Sola i Karlstad
Sola i Karlstad var ett smeknamn för Eva Lisa Holtz, född 1 januari 1739 i Karlstad, död 24 september 1818, som drev ett värdshus i Karlstad. Namnet fick hon på grund av sitt glada och "soliga" humör. I förlängningen har Sola i Karlstad blivit symbol för staden och använts som kommunslogan. 

## Biografi
Eva Lisa Holtz föddes och döptes den 1 januari 1739 i Karlstad som dotter till skräddaren Johan Henrik Holtz (död 1818) och dennes hustru Emerentia Baggström (1716-1773).
Hon drev under 1700-talet ett värdshus som låg på tomt 156 i staden. Hennes omtalade glada humör gav henne smeknamnet "Sola i Karlstad" och värdshuset omnämns som "Solas värdshus". Ordet sola är en feminin bestämd form av ordet sol och betyder alltså "solen".
Vid utgrävningar i centrala Karlstad år 2004 inför bygget av Mitt i city fann Riksantikvarieämbetet rester och föremål av Holtz värdshus. Dessa dokumenterades för att sedan grävas upp, då man även var intresserad av det tidigare Karlstad. Resterna av muren som grävts bort sparades dock inte utan slängdes slutligen på tippen.

### Eftermäle
Utanför stadshotellet i Karlstad står Eva Lisa Holtz staty. Statyn, som heter Sola i Kallsta, skänktes till Karlstads kommun av journalisten Lennart Cedrup. Statyn är utförd av skulptören Herman Reijers och avtäcktes 1985.
2022 invigdes Karlstads nya inomhusarena för friidrott, som fick sitt namn efter Eva Lisa Holtz.

## Andra betydelser
Det finns flera litterära referenser till sol och solsken i Karlstad. Romanen Solen i Karlstad (1904) skrevs av pseudonymen Gunnar Forssman. Romanens huvudperson Elsa kallas Solen i Karlstad. Till Öjebokören (grundad 1955 i Karlskoga) skrev Rune Lindström 1957 sången "Te dans mä karlstatösera" (senare känd genom Sven-Ingvars), där en rad i inledningen lyder "mitt öga det blänker som sol i Karlstad stad".
Karlstads kommun gjorde 1989 en glad sol till sin logotyp, ritad av konstnären Lasse Sandberg. Den hade dock använts redan 1984 när staden firade sitt 400-årsjubileum.